# Money for Nothing
Money for Nothing este un cântec înregistrat de trupa britanică Dire Straits și care a apărut pentru prima dată pe albumul lor din 1985 Brothers in Arms, devenind ulterior un hit internațional după ce a fost lansat ca single. Melodia a stat pe primul loc pentru trei săptămâni în Statele Unite și a devenit cel mai de succes single al formației. În Regatul Unit, piesa s-a clasat doar pe locul patru. Cântecul a surprins prin versurile sale controversate, videoclipul muzical, dar și prin scurta apariție a lui Sting care cântă refrenul de fundal "I want my MTV". A fost primul videoclip muzical difuzat pe MTV Europe, la data de 1 august 1987.
"Money for Nothing" a câștigat Premiul Grammy pentru „Cea mai bună prestație rock” din partea unui duet sau a unui grup cu vocal în 1985 la cea de-a 28-a ediție a Premiilor Grammy.